# TeX Live
O TeX Live é um distribuição TeX substituta de seu homólogo não mais utilizado teTeX. Ele é agora a distribuição TeX padrão para a maior parte das distribuições Linux, como Fedora, Debian, Ubuntu e Gentoo. Outros sistemas operacionais Unix como OpenBSD e NetBSD também convertem teTeX para TeX Live.
O projeto foi originalmente iniciado por Sebastian Rahtz, em 1996, em colaboração com os grupos de usuários TeX no mundo todo, incluindo o TeX Users Group. Hoje em dia ele é mantido por Karl Berry.
O TeX Live pode rodar diretamente, através de uma versão LiveCD/DVD, de um CD ROM ou um DVD ROM.
Desde a versão lançada em 2009 o editor TeXworks está incluso tanto no Microsoft Windows quando no Mac OS, assim como a linguagem de desenhos vetoriais, o Asymptote.
Para Mac OS X há o MacTeX que compreende o Tex Live bem como algumas ferramentas adicionais para usar o TeX no Mac, mais especificamente o editor TeXShop.